# Alive (singel Empire of the Sun)
Alive – singel australijskiej elektronicznej grupy Empire of the Sun. Został wydany 15 kwietnia 2013 jako singiel z drugiego albumu studyjnego Ice on the Dune, wydanego 14 czerwca 2013. Singel zdobył platynową płytą w Australian Recording Industry Association i Federazione Industria Musicale Italiana. Jest utworem do gry piłkarskiej FIFA 14. Teledysk piosenki został wyreżyserowany przez Charlesa Scotta i Alexa Theurera i nagrany został w Parku Narodowym Bryce Canyon w stanie Utah w Stanach Zjednoczonych.

## Lista utworów
Singiel 7" (USA, Europa)
1. „Alive” – 3:24

Alive (remiksy)
| 1. | „Alive” (Zedd Remix)         | 3:46  |
|    |                              |       |
| 2. | „Alive” (David Guetta Remix) | 5:57  |
|    |                              |       |
| 3. | „Alive” (M4SONIC Remix)      | 3:30  |
|    |                              |       |
| 4. | „Alive” (Mat Zo Remix)       | 5:41  |
|    |                              |       |
|    |                              | 18:54 |
|    |                              |       |

## Notowania i wyróżnienia

### Listy przebojów
| Państwo (lista przebojów)                | Pozycja |
| ---------------------------------------- | ------- |
| Australia (ARIA Charts)                  | 22      |
| Austria (Ö3 Austria Top 40)              | 16      |
| Belgia (Ultratop 50)                     | 13      |
| Belgia (Ultratop 50)                     | 13      |
| Francja (SNEP)                           | 32      |
| Niemcy (Media Control Charts)            | 39      |
| Irlandia (Irish Singles Chart)           | 39      |
| Izrael (Media Forest)                    | 2       |
| Włochy (FIMI)                            | 18      |
| Holandia (Single Top 100)                | 94      |
| Szwajcaria (Schweizer Hitparade)         | 25      |
| Stany Zjednoczone (Hot Dance Club Songs) | 1       |

### Certyfikacje
| Państwo                 | Certyfikacja | Sprzedaż |
| ----------------------- | ------------ | -------- |
| Australia (ARIA Charts) | Platyna      | 70’000   |
| Włochy (FIMI)           | Platyna      | 30’000   |